# Ronsdorf-Mitte/Nord
Das Wuppertaler Wohnquartier Ronsdorf-Mitte/Nord ist eines von sechs Quartieren des Stadtbezirks Ronsdorf.

## Geographie
Das 2,66 km² große Wohnquartier wird grob im Norden von der Landesstraße 418 und der Parkstraße (Landesstraße 419), im Osten der Erbschlöer Straße, im Süden von der Holthauser Straße und im Westen vom Bach Gelpe begrenzt. Der Südosten gehört zum Ronsdorfer Ortszentrum und ist stark besiedelt. Der nordwestliche Bereich mit den Außenortschaften und Höfen Holthausen, Huckenbach, Baur und Dorn ist eher ländlich geprägt, während sich im Westen das Waldgebiet im historischen Gelpetal anschließt. Im Norden liegen zudem die Ronsdorfer Anlagen, eine bewaldete private, aber öffentlich zugängliche Parkanlage. In unmittelbarer Nähe hierzu steht die Villa Carnap, das Geburtshaus des Philosophen Rudolf Carnap.
Das Wohnquartier besitzt eine Grundschule sowie einen reformierten Friedhof. Als wichtige Baudenkmale gelten die Lutherkirche Ronsdorf und die Reformierte Kirche Ronsdorf mit der benachbarten ehemaligen reformierten Schule. Im Quartier befindet sich der Bandwirkerplatz, der das Zentrum von Ronsdorf bildet, und das historische Postamt Ronsdorf.
Zu den Ortslagen, Wohnplätzen und Außenortschaften zählen Baur, Dorn, Friedrichshöhe, Höhe, Holthausen, Huckenbach, Monschau, Sonnenschein, Staubental und Wolfskuhle.